# Revolta de Sansanding i Ségou
La revolta de Sansandig i Ségou fou un aixecament anticolonial que va tenir lloc en aquests dos regnes durant el mesos de gener a juny de 1892, que fou reprimida per les forces franceses.

## Inici de la revolta
Durant la campanya d'Humbert a la Vall del Milo contra Samori Turé, els dos regnes de Ségou i Sansandig (aquest darrer creat pels francesos amb part del de Ségou) es van revoltar. Governaven com a reis Bodian i Mademba, lleials a França i els francesos no havien detectat els símptomes de la revolta. Però la guarnició de Ségou havia estat traslladada al sud per participar en la campanya militar i, per tant, molt poques forces estaven en disposició de fer front a un aixecament. El resident a Ségou era el capità Briquelot, amb el tinent Huillard com adjunt, disposant només de 30 tiradors.

## Setge de Sansanding
Ahmadu Tall, el fill d'al-Hadjdj Umar, s'havia consolidat en el poder a Macina, després d'assassinar al seu germà Muniru. Havia fet oferiments d'aliança a Tieba de Sikasso o Kenedugu i a Samori Turé del Wassulu; a més mantenia contactes constants amb el seu amic al-Hadjdj Bougoumi, cap de Nampala, que s'havia fet reconèixer com a cap a alguns pobles de Sansanding i per això havia augmentat el seu prestigi; el desembre de 1891 Ahmadu li havia cedit un contingent de forces de Macina manades pel peul Oumarel; amb aquest suport les poblacions del Sansanding entre Sokolo i el Níger (Monimpé, Nampala, Sokolo) es van començar a agitar esdevenint de mica en mica més hostils; els seus guerrers es van armar i es van unir a les fores de d'Oumarei concentrades a Massabougou. Així Oumarel va poder disposar de 3000 infants i els 400 cavallers d'al-Hadjdj Bougoumi i va decidir avançar per apoderar-se de Sansanding; va acampar a tres km al nord de la població. El rei Mademba no disposava més que de 300 fusells i no li podia fer front, per lo qual es va tancar a la seva capital. El resident Briquelot (que ho era de Ségou i de Sansanding), li va enviar una columna de sofes (guerrers) de Ségou (1500 infants i 500 cavallers, abans servidorts d'Ahmadu Tall) per ajudar a la defensa, i aquesta tropa es va fixar a Vatinguela, a 6 km a l'oest de Sansanding (12 de gener de 1892) fent un reconeixement fins a Massala on va derrotar a una partida de macinankes (gent de Macina). La situació va restar un temps aturada.

## Minianka, Bakhounou, Guénié-Kalary
A Ségou mateix, una província del regne, Manianka, poblada per bambares, va refusar sotmetre's a Bodian. El capità Briquelot va anar a la regió amb 22 tiradors per nomenar un nou cap regional favorable; pel camí va saber que la població havia expulsat de Bla a la guarnició que hi tenia Bodian. El capità va arribar a Bla i va restablir la guarnició però fou atacat per un miler de natius armats ajudat pels 300 natius que formaven la guarnició, podent contenir als enemics i retirar-se fins a Ségou; els rebels van tenir un centenar de baixes. Als pocs dies els rebels es van apoderar de Bla (29 de gener).
La revolta va augmentar contínuament tot el febrer. Les tropes de Bodian (400 homes) es van concentrar a Dougassou, i van creuar el riu Bani el 3 de març i van marxar contra els rebels que estaven atacant (sense èxit) Diena. Briquelot va organitzar una companyia de tiradors auxiliars de 120 homes i un escamot de 50 cavallers; en aquest moment fou substituït com a resident pel capità Dunoyer, però va restar uns dies a Ségou per posar al corrent al seu successor.
Els peuls del país de Ségou, arruïnats per l'epizoòtia que delmava els seus ramats, van decidir retornar al seu lloc d'origen, el Bakhounou; en nombre de sis mil es van reunir a Boumouti, al Guénié-Kalary.
Fins al moment les hostilitats havien estat molt limitades; l'assassinat del tinent Huillard marcaria el inici de la lluita. Huillard havia estat enviat el gener en missió de delimitació de la frontera entre Ségou i Kénédougou (Kenedugu); la revolta del país de Minianka el va obligar a aturar les seves tasques i tornar a Ségou. L'abril semblava haver-hi una situació tranquil·la i va retornar, marxant de Ségou a Souba; l'endemà d'arribar allí fou rodejat per una banda armada i fou ferit de mort. Briquelot va formar un destacament i va anar a la zona on va trobar el cos del tinent i els seus papers; allí va saber que els peuls assetjaven Baroéli; el capità va decidir anar a destruir Boumouti, el centre principal peul; va trobar als enemics a Sanancoto i a Boumouti on els va derrotar però a costa de pèrdues sensibles(5 homes morts, 34 homes i 3 oficials ferits, incloent ell mateix) que el van debilitar tant que no va poder perseguir als peuls; aquests es van reagrupar i es van estendre fins al Níger interceptant les comunicacions entre Koulikoro i Ségou.

## Luites per Sansanding
Durant aquest temps al Sansanding, els cavallers d'al-Hadjdj Bougoumi es van envalentonar i van saquejar dins als murs de la població; els pobles de la rodalia es van anar passant als rebels. El 12 de març al-Hadjdj Bougoumi va atacar Sansanding; fet amb poc convicció, l'atac fou rebutjat, però cada dia l'amenaça era major i el capità Dunoyer, el nou resident, va enviar en ajuda del vaixell insígnia Briffaud, comandant segon de la flotilla del Níger.

## Bonnier enviat a Ségou
Humbert va conèixer els esdeveniments quan va arribar a Kita (de camí a Kayes) el 1er de maig. Va enviar a Ségou al comandant Bonnier per estudiar com fer front a la situació; Bonnier va rebre ordres en primer lloc de defensar Ségou i Sansanding i de reclutar noves tropes per després atacar vigorosament als rebels i aplanar-los. Bonnier va anar a Bamako on va aixecar una companyia auxiliar de tiradors (sota el tinent Szymanski, germà del capita Szymanski; va morir al seu retorn a França a Val de Grace, el març de 1893) per després creuar el Níger a Koulikoro i encaminar-se a Boumouti que atacaven els peuls després d'haver atacat sense èxit Baroéli. Va avançar entrant a Boumouti el 20 de maig; la població estava deserta doncs els rebels ja s'havien retirat cap a Noumouka i Nonguela al saber de la seva arribada; d'allí va recórrer el Guénié-Kalary, devastant tots els pobles poblets que trobava, entre altres Boguié. Els poblats bambares es van sotmetre als francesos.
Mentre les bandes d'al-Hadjdj Bougouini van creuar el Níger i van amenaçar Koghi; es van aturar a Sanamadougou, vigilant de prop Sansanding ; una part del 
Kaminiadougou es va revoltar i els macinankes es van aventurar fins a M'Pésoba per incitar a la revolta als habitants de Minianka i al rei Tieba. Bonnier va considerar als peuls com els més perillosos i al front de 180 tiradors i una peça d'artilleria de 4, un morter de 15 i 800 auxiliars de Bodian, va marxar sobre Nonguela on el 28 de maig es va enfrontar a l'enemic que va dispersar després d'un combat sagnant (els francesos van tenir 21 morts i nombrosos ferits; no consten les baixes dels peuls). Bonnier fou ferit però va empaitar als fugitius i el 3 de juny, després d'una etapa forçada de 63 km els va sorprendre al Bagóe, al gué d'Ouo, els va atacar i va matar a uns 100 homes fent nombrosos presoners i capturant també els ramats; la resta van fugir cap al sud. La regió de Guénié-Kalary va quedar pacificada.
El comandant Bonnier es va ocupar tot seguit del Kaminiadougou i de Minianka on els revoltats havien atacat altre cop Diena (sent també rebutjats com abans). Va tornar a Ségou on va formar una columna amb el capità Briquelot, els tinents Szymanski, Marchand i Poittevin de là Frégonnière. El 20 de juny va marxar cap al 
Kaminiadougou.
Augmentats amb cavallers macinankes, els rebels s'havien concentrat a Koïla. El comandant Bonnier va crear la posició militar de Gonocokouta, i dos dies després es va trobar amb els rebels a Koïla; va ocupar la població i va fer fugir als rebels; els macinankes van creuar a la riba esquerra del Níger perseguits pels spahis que van agafar 380 presoners. Bonnier va anar llavors a Sansanding.

## Fi de la rebel·lió
Les tropes d'al-Hadjdj Bougoumi eren encara a Doséguela i Sanamadougou, executant ràtzies freqüents entorn de la plaça, que estava bloquejada; dins de la població es temia una deserció dels antics sofes d'Ahmadu. Bonnier va atacar Doséguela (26 de juny), rebutjant les bandes d'al-Hadjdj Bougoumi i va ordenar l'assalt de la tata on s'havien tancat els bambares rebels; la tata fou conquerida després d'una lluita ferotge que va durar una hora i mitja. Oumarel i 300 bambares van resultar morts; el cap de la població es va fer explotar junt amb uns 40 fidels. Els francesos només van tenir 18 morts i 35 ferits (exclosos els auxiliars de Bodian, entre els quals no consten les baixes). Sansanding va quedar alliberada del setge i els atacants van fugir cap al nord. Les operacions militars es van donar per acabades. El domini francès es va estendre al nord cap a Nampala i el Bendougou va oferir la seva aliança a França.